# 1292
Високе Середньовіччя •  Реконкіста •  Ганза •  Монгольська імперія

## Геополітична ситуація
Андронік II Палеолог є імператором Візантійської імперії (до 1328). Король Німеччини обрано Адольфа з Ніссау (до 1298). У Франції править Філіп IV Красивий (до 1314).
Апеннінський півострів розділений: північ належить Священній Римській імперії, середню частину займає Папська область, південь належить Неаполітанському королівству. Деякі міста півночі: Венеція, Піза, Генуя тощо, мають статус міст-республік.
Майже весь Піренейський півострів займають християнські Кастилія (Леон, Астурія, Галісія), Наварра, Арагонське королівство (Арагон, Барселона) та Португалія, під владою маврів залишилися тільки землі на самому півдні. Едуард I Довгоногий є королем Англії (до 1307), Вацлав II — Богемії (до 1305), а королем Данії — Ерік VI (до 1319).
Руські землі перебувають під владою Золотої Орди. Король Русі Лев Данилович править у Києві та Галичі (до 1301), Дмитро Олександрович Переяславський — у Володимиро-Суздальському князівстві (до 1294). У Великопольщі княжить Пшемисл II (до 1296).
Монгольська імперія займає більшу частину Азії, але вона розділена на окремі улуси, що воюють між собою. У Китаї, зокрема, править монгольська династія Юань. У Єгипті владу утримують мамлюки. Мариніди правлять у Магрибі. Делійський султанат є наймогутнішою державою Північної Індії, а на півдні Індії панують держава Хойсалів та держава Пандья. В Японії триває період Камакура.
Цивілізація майя переживає посткласичний період. Почала зароджуватися цивілізація ацтеків.

## Події

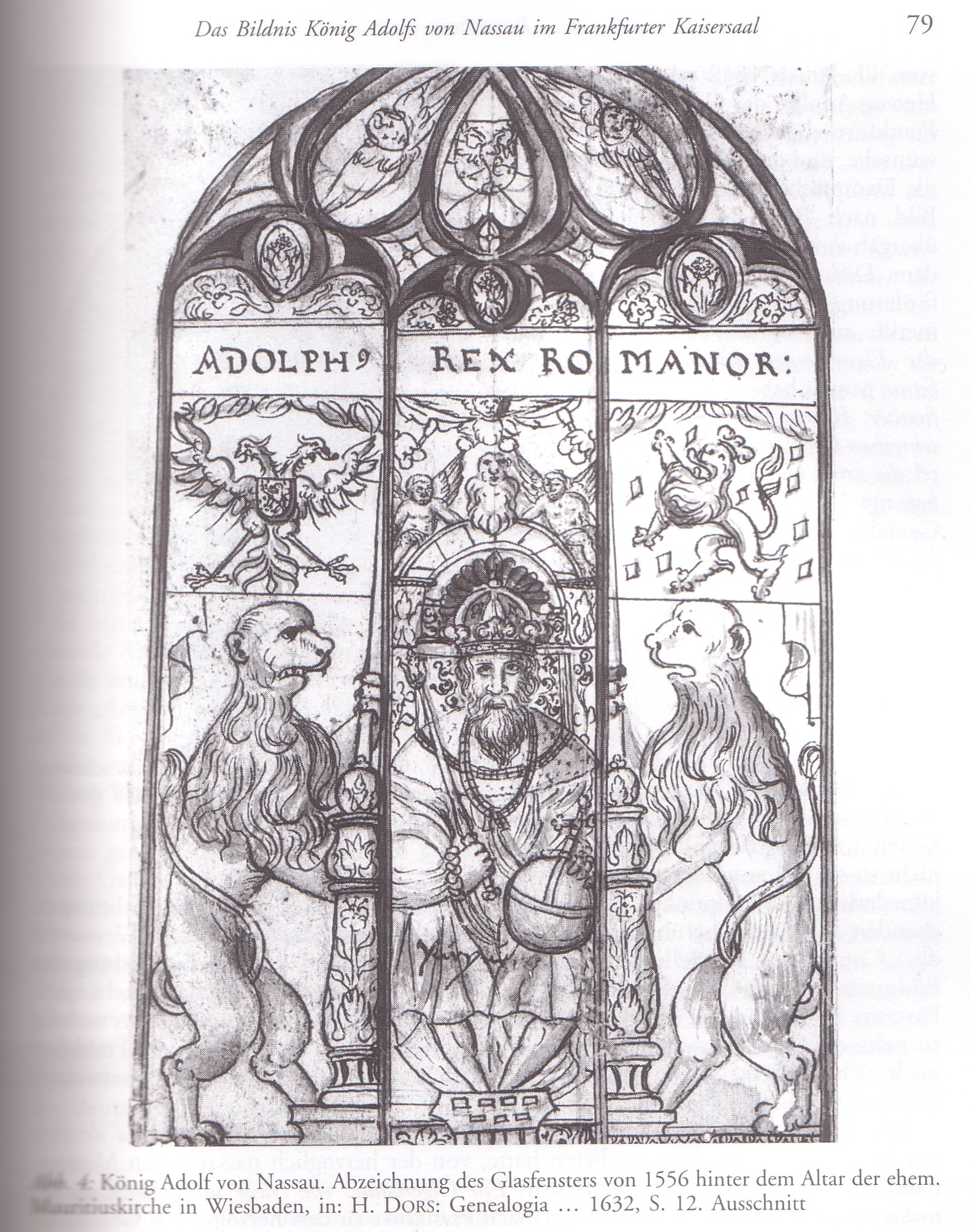
Коронація Адольфа з Нассау

- Королем Німеччини обрано Адольфа з Ніссау, а не Альбрехта I Габсбурга, який дещо раніше придушив бунт баронів Штирії.
- Король Богемії Вацлав II захопив Малопольщу.
- Король Англії Едуард I Довгоногий розсудив суперечку за шотландський трон на користь Джона Баліола.
- Помер папа римський Миколай IV. Його наступником обрали П'єтро Мороне, але від зійшов на Святий престол лише 1294 року.
- Між Англією і Францією почалася морська війна, що триватиме до 1294.
- Царем Болгарії став Смілець.
- Монгольські війська вторглися на Яву, захопили столицю, але втримати це завоювання виявилося непосильним завданням.
- Марко Поло розпочав подорож з Китаю додому. Дорогою він відвідав Суматру, де потрапив у полон.
- Роджер Бекон написав Compendium studii theologiae.
- Алауддін Хілджі, небіж делійського султана, дав відсіч монгольській навалі.

## Померли
- 9 грудня — Сааді, класик персько-таджицької літератури, середньовічний філософ.